# Frància Mitjana

Mapa de la Frància Mitjana

La Frància Mitjana  és el nom donat a les terres de l'Imperi Carolingi que van correspondre a l'emperador Lotari I, fill de Lluís el Pietós i net de Carlemany, després del Tractat de Verdun (843).
Els territoris de Lotari I (Frància Mitjana) situaven en una llarga franja de terra des del Mar del Nord fins a la península Itàlica i quedava entre els territoris que havien correspost als seus germans: Carles el Calb a la Frància Occidental i Lluís el Germànic a la Frància Oriental o Germania.
La Lotaríngia inicial cobria:
- Els Països Baixos
- Bèlgica
- Luxemburg
- a Alemanya
  - Rin del Nord-Westfàlia
  - Renània-Palatinat
  - Saarland
- a França
  - Lorena
  - Alsàcia
  - les regions a l'est del Roine, del Saona, del Mosa i de l'Escalda.

Quan Lluís el Pietós va morir el 840 va esclatar una nova guerra civil en la que Carles el Calb es va aliar amb Lluís el Germànic en contra les pretensions del fill gran, Lotari I. Lotari va ser derrotat el 25 de juny de 841 a la batalla de Fontenoy-en-Puisaye i els vencedors van segellar la seva aliança contra el seu germà Lotari I amb els Juraments d'Estrasburg el 14 de febrer de 842, on es troba el primer testimoniatge d'una llengua romanç parlada en França. Després de tres anys de conflicte finalment es va signar el tractat de Verdun, l'agost de 843, pel qual l'Imperi Carolingi es dividia en tres parts: Carles rebia la Frància Occidental, Lotari la Frància Mitjana, i Lluís la Frància Oriental. Va cristianitzar els eslaus cap a l'est, amb bateig massiu dels nobles de Bohèmia el 845 i el 846 va organitzar un exèrcit per anar a la Gran Moràvia i instal·lar el príncep cristià Ratislau. La colonització germànica dels territoris poblats per poblacions eslaves (wends) a l'est es va aturar a la vora dels rius Elba i Saale (Marca Soraba).
A la mort de Lotari I el 855, el regne de Frància Mitjana va ser dividit entre els seus fills pel Tractat de Prüm, pel que Lluís II d'Itàlia va rebre la corona imperial i Itàlia, Carles de Provença esdevingué rei de Provença (Baixa Borgonya i Provença pròpiament dita), Lotari II de Lotaríngia va rebre un territori que va passar a ser anomenat Lotharii Regnum (Lotaringia) compost per Austrasia (la part central encara controlada pel seu pare després de Verdun), Frísia i l'Alta Borgonya, mentre que Lluís el Germànic va mantenir Frància Oriental i Carles el Calb Frància Occidental. Lotari II va cedir les parts del sud-est de l'Alta Borgonya als seus germans Carles de Provença, que va rebre els bisbats de Belley i Tarentaise el 859, i Lluís II d'Itàlia els bisbats de Ginebra, Lausana i Sió un any més tard. Carles de Provença va morir sense hereus el 863, i el seu regne es va repartir entre Lotari II, que només va rebre les parts occidentals de la Baixa Borgonya (bisbats de Lió, Vienne, Vivarais i Uzès) que limitaven amb la seva Alta Borgonya occidental (restes de les seves possessions originals de Borgonya), i Lluís II va rebre la resta del Regne de Provença.